# Kopano Matlwa
Kopano Matlwa, ou  Kopano Matlwa Mabaso, née en 1985, est une femme de lettres sud-africaine, de la génération  free, ou la génération de ceux  devenus adultes dans l'ère post-apartheid .

## Biographie
Née en 1985 à Pretoria, Matlwa a neuf ans ou dix ans en 1994 lorsque Nelson Mandela est élu président de l'Afrique du Sud. Elle a dit dans un entretien se souvenir d'un « moment passionnant »: « Nous étions la nation arc-en-ciel » et les « enfants du miracle ». Elle est issue d'un milieu plutôt favorisé. Ses parents font partie de la bourgeoisie noire qui a quitté les townships dès le début des années 1990 pour s’installer dans les quartiers plus aisés des grandes villes, encore majoritairement peuplés de Blancs.
En grandissant, le sentiment d'espoir et de nouveauté est retombé avec un contexte politique marqué par la corruption.
Elle est également médecin. Sa profession la mit en contact avec la pauvreté, les inégalités et les tensions sociales. Elle a poursuivi un doctorat en santé publique à l'université d'Oxford. « Ma citation préférée est celle d'Anton Tchekhov », dit-elle ironiquement, « La médecine est ma femme et l’écriture ma maîtresse »,.

## Romans
Kopano Matlwa est citée comme une des voix émergentes d'une nouvelle génération d'écrivains sud-africains, traitant de questions telles que la race, la pauvreté et le genre,. « Matlwa est la preuve que la littérature sud-africaine n’est pas morte avec la disparition des grands romanciers anti-apartheid qui ont fait sa renommée dans le monde entier », indique un de ses traducteurs en langue française, Georges Lory qui a traduit, également Nadine Gordimer, Breyten Breytenbach, et qui fut aussi un ami proche d’André Brink.
Coconut, son premier récit en grande partie autobiographique, fut rédigé durant ses études de médecine. Il a reçu le Prix littéraire de l'Union européenne en 2006/2007 et a également remporté le prix Wole Soyinka pour la littérature en Afrique en 2010. Coconut est un roman consacré au parcours de deux jeunes femmes noires, l’une de la bourgeoisie moyenne dont les parents se sont installés dans une banlieue huppée, « blanche », aux grilles électrifiées, l’autre de milieu bien plus modeste vivant encore dans un township. Les deux cherchent leur voie dans cette nouvelle Afrique du Sud où une société  se reconstruit, échappant aux schémas intellectuels militants des générations précédentes. Les  deux sont  des « coconuts », des noix de coco, noirs dehors et blanc dedans, occidentalisées au point de ne plus savoir quelquefois qui elles sont,,. 
Son deuxième roman, Spilt Milk, a, lui aussi, comme contexte les déceptions  et désillusions des sud-africains sur la situation politique et sociale. Cet autre ouvrage Spilt Milk a fait partie de la liste d’ouvrages sélectionnés pour le Prix de fiction du Sunday Times en 2011.
Un troisième roman est publié en 2016, Period Pain. Il évoque notamment la vague de violences xénophobes qui touche en Afrique du Sud les migrants des pays voisins d'Afrique australe. La narratrice, Masechaba, souffre d’endométriose. Elle se confie à Nyasha, sa collègue zimbabwéenne. « C’est juste une phase que l’Afrique du Sud traverse (…). Des douleurs qui enflent », lui répond celle-ci. « Comme des règles douloureuses », pense Masechaba.

## Principales publications
- Coconut , Jacana, 2007,  (ISBN 9781431403899), traduction en français par Georges Lory sous le même titre en 2015, Actes Sud,  (ISBN 978-2330050627)[1].
- Spilt Milk, Jacana, 2010,  (ISBN 9781431404018)[2].
- Period Pain, Jacana, 2016,  (ISBN 9781431424375), traduit en français par Camille Paul en 2018: Règles douloureuses,  Le Serpent à Plumes,  (ISBN 9791035610005)[9].